# Балдахін Святого Петра
41°54′08″ пн. ш. 12°27′12″ сх. д. / 41.9022° пн. ш. 12.4533° сх. д.
Балдахін Святого Петра (італ. Baldacchino di San Pietro, L'Altare di Bernini) — це великий бронзовий балдахін у стилі бароко, який називається циборієм або балдахіном, над головним вівтарем базиліки Святого Петра у Ватикані. Балдахін знаходиться в центрі перехрестя і безпосередньо під куполом базиліки. Спроєктований італійським художником Джаном Лоренцо Берніні, він мав на меті монументально відзначити місце гробниці Святого Петра під ним. Під його навісом знаходиться головний вівтар базиліки. Роботи за дорученням Папи Урбана VIII почалися в 1623 році і закінчилися в 1634 році Балдахін виступає як візуальний фокус у базиліці; вона сама по собі є дуже великою структурою і утворює візуальне посередництво між величезним масштабом будівлі та людським масштабом людей, які відправляють релігійні церемонії біля папського вівтаря під його навісом.

## Контекст
Форма споруди — це оновлення в стилі бароко традиційного циборію або архітектурного павільйону, що знаходиться над вівтарями багатьох важливих церков, і церемоніальних навісів, які використовуються для обрамлення нумінозу або позначення священного місця. Старовинна базиліка Святого Петра мала циборій, як і більшість великих базилік Риму, а попередник Берніні, Карло Мадерно, розробив дизайн, також із витими соломонівськими колонами, менш ніж за десять років тому. Це може більш конкретно натякати на риси, зроблені з похоронного катафалка і, таким чином, відповідні святому Петру, а також із традиційного суконного балдахіна, відомого як балдакіно, який носили над головою Папи у Святі дні і тому пов'язаний з правлячим Папою як наступник святого Петра. Ідея балдахіна для позначення гробниці Святого Петра не була ідеєю Берніні, і раніше були зведені різні колонні споруди.
Стара базиліка мала ширму перед вівтарем, підтримувану соломонівськими колонами II століття, які були привезені «з Греції» Костянтином I (і які справді з грецького мармуру). В середньовіччі, як вважалося, вони походять з Єрусалимського храму і дали рідкісній класичній соломонівській формі гвинтової колони як назву, так і значний престиж для найсвятіших місць. Вісім із початкових дванадцяти колон тепер знаходяться парами на півдорозі вгору по обидва боки балдахіна.

## Опис та історія

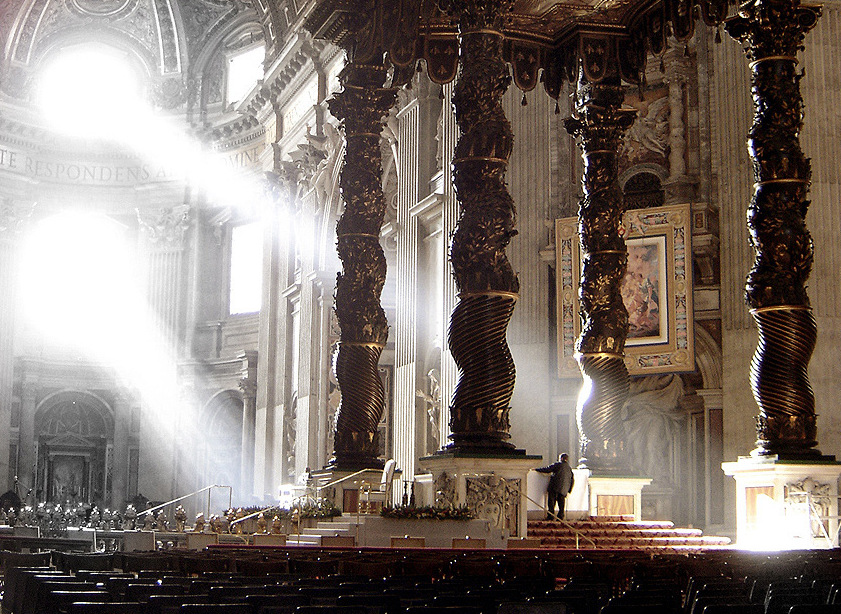
Старі соломонівські колони, встановлені над балконом (верхній правий фон, біля стіни)

Бронзовий і позолочений балдахін був першим твором Берніні, в якому поєдналися скульптура та архітектура, і являє собою важливу подію в дизайні інтер'єру та меблів церкви в стилі бароко. Навіс спирається на чотири гвинтові колони, кожна з яких стоїть на високому мармуровому цоколі. Колонки підтримують карниз, який вигинається всередину посередині кожної сторони. Над цим по кутах стоять чотири ангели вдвічі в натуральну величину, за якими чотири великі волти підіймаються до другого меншого карниза, який, своєю чергою, підтримує позолочений хрест на кулі, символ світу, викупленого християнством.
Чотири колони мають висоту 20 метрів або 66 футів. Основу і капітель відливали окремо, а вал кожної колони відливали на три секції. Їх спіральна форма походить від менших мармурових гвинтових колон, які колись вважалося, що були привезені до Риму імператором Костянтином з храму Соломона в Єрусалимі і які використовувалися в Старій базиліці Святого Петра. З карниза звисає бронзова зовнішня облямівка з зубчастими китицями, яка зазвичай прикрашала папський балдакіно. Конструкція прикрашена детальними мотивами, зокрема геральдичними емблемами родини Барберіні (Урбан VIII народився Маффео Барберіні), такими як бджоли та лаврове листя. На нижній стороні балдахіна та безпосередньо над папою, що служить, є сяюче сонце — ще одна емблема Барберіні, — всередині якого, як вірять побожні християни, перебуває Святий Дух.

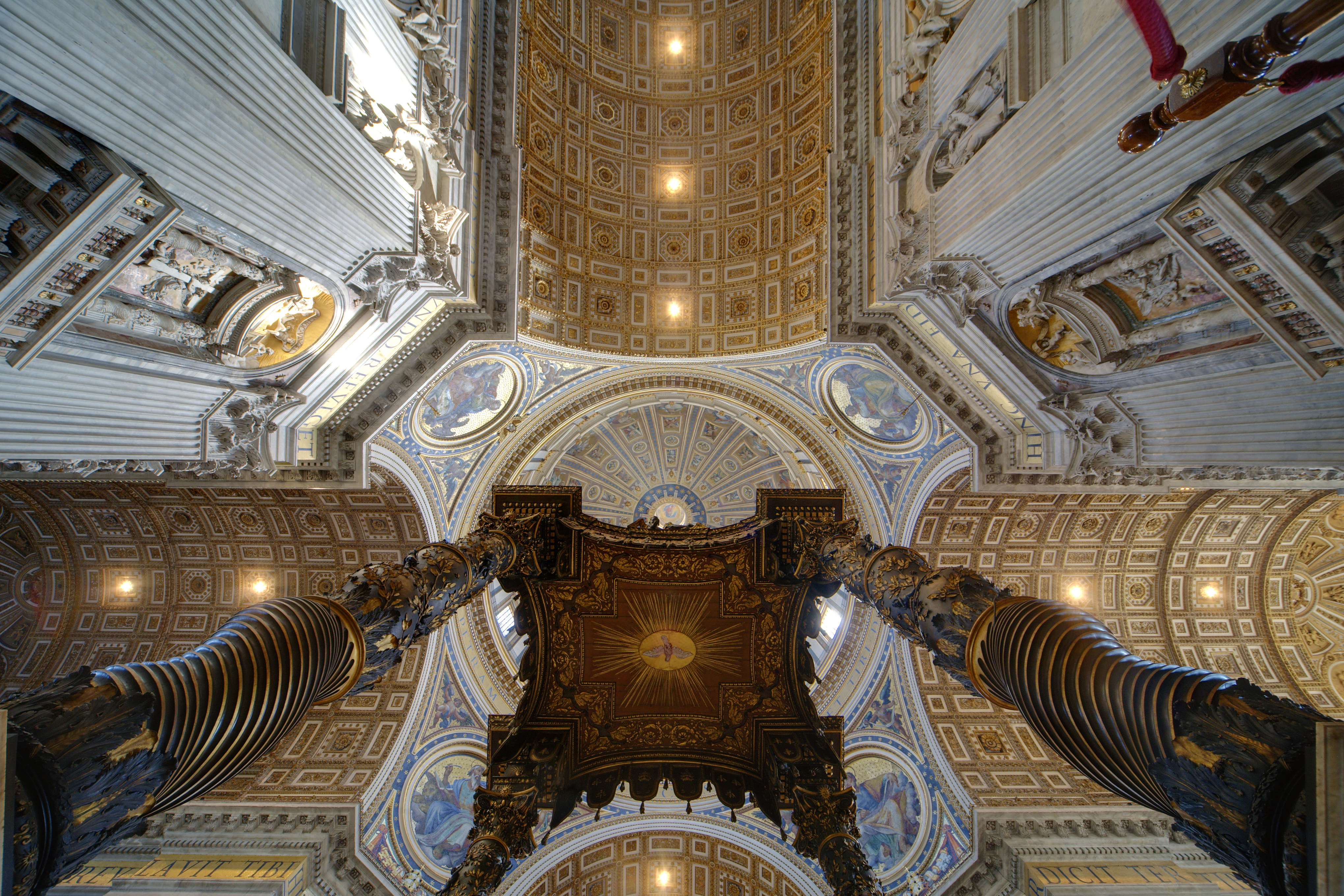
Вид з-під балдахіна, що показує Святого Духа в блискучому сонячному сяйві.

Походження бронзи для створення споруди було джерелом тогочасних суперечок, оскільки вважалося, що вона була взята з даху або стелі портика стародавнього римського Пантеону, хоча в звітах Урбана сказано, що близько дев'яноста відсотків бронзи з Пантеону використано для гармати, а бронза для балдахіна прийшла з Венеції. Відомий сатиричний вислів стверджував: Quod non fecerunt barbari, fecerunt Barberini або «Те, що не робили варвари, зробили Барберіні».
На цьому ранньому етапі їхньої кар'єри, і до того, як почалося запекле суперництво між ними, Берніні працював у співпраці з Франческо Борроміні, який створив креслення конструкції та, можливо, також зробив внесок у її дизайн. Різні інші колеги по мистецтву також були залучені, включаючи його батька П'єтро Берніні, його брата Луїджі Берніні, Стефано Мадерно, Франсуа Дюкенуа, Андреа Болджі та Джуліано Фінеллі, які зробили внесок у скульптурне оздоблення.
Залишалося питання, яке Берніні мав вирішити лише пізніше у своїй кар'єрі. У церкві латинського хреста головний вівтар мав бути розміщений у вівтарі в кінці поздовжньої осі, а в соборі св. Петра він був розташований у центрі перехрестя.

### Плінтуси та герб Барберіні

Герб дому Барберіні.

Чотири мармурові плінфи утворюють основу колон, що підтримують балдахін. Дві зовнішні сторони кожного цоколя прикрашені гербом родини Барберіні. Ця серія з восьми майже ідентичних гербів утворює розповідь, яка протягом століть привертала інтерес письменників та істориків мистецтва.
Сам герб зображує трьох бджіл родини Барберіні. Кожен щит у верхній частині огороджений головою жінки, а знизу головою сатира. Папська тіара зі схрещеними ключами увінчана щитом. Усі щити виглядають майже однаково, але — якщо розглянути один за одним, починаючи з лівого переднього плінтуса, — вони виявляють різкі зміни у виразі жіночого обличчя. Сам герб, плоский на першому цоколі, зазнає помітної деформації, поступово випираючись до шостого щита і знову сплющується на двох останніх щитах. Над восьмим щитом жіноче обличчя замінено головою крилатої дитини або путто. Алегорія за гербами універсально інтерпретується як уявлення про різні етапи пологів. Як пише Вітковський: Було висунуто кілька пояснень для цієї незвичайно відвертої алегорії, показаної в найсвятішому місці римо-католицького християнства (місце поховання святого Петра). Деякі вчені віддають перевагу символічному поясненню, припускаючи, що Берніні мав намір представити працю папства і земної церкви через алегорію вагітності жінки. Більш популярна традиція розповідає про складну вагітність племінниці Урбана VIII і про його обітницю присвятити вівтар у соборі Святого Петра для успішних пологів. Третя традиція пояснює алегорію як помсту Берніні за рішення папи відректися від дитини, незаконно народженої його племінником Таддео Барберіні та сестрою одного з учнів Берніні.
Послідовність пологів на плінтусах Берніні була оцінена, серед іншого, режисером Сергієм Ейзенштейном, який у творі під назвою «Монтаж і архітектура», написаному наприкінці 1930-х років, описує її як «одну з найбільш вражаючих композицій того великого майстра Берніні» з гербами як «вісім кадрів, вісім монтажних послідовностей цілого сценарію монтажу».